# Nicole Bierhoff
Nicole Bierhoff (* 1. September 1965) ist eine ehemalige deutsche Fernsehmoderatorin des Privatsenders RTL plus.

## Leben und Karriere
Nicole Bierhoff wuchs in Düren und Essen auf. Ihr Großvater Eduard Bierhoff war Oberkreisdirektor im Kreis Düren. Ihr Vater Rolf Bierhoff fungiert als Vorstandsmitglied bei der RWE AG. Sie ist die ältere Schwester des ehemaligen Fußballprofis und -funktionärs Oliver Bierhoff.
Bierhoff war nach dem Umzug des Senders RTL plus von Luxemburg nach Köln als Ansagerin tätig. Sie führte durch das Programm und präsentierte zwischen zwei Sendungen – wie bei RTL plus üblich – kurze Spielshows wie Scrabble oder Bulldozer. Zusätzlich moderierte sie zwischen Februar 1989 und Dezember 1992 die Sendungen Konfetti und Klack. Nach deren Absetzung zugunsten der Hanna-Barbera-Party – einer deutschen Version der Saturday morning cartoons – moderierte sie letztere zusammen mit Matthias Krings.
Bierhoff lernte 1988 den Automobilrennfahrer Bernd Schneider kennen. Sie heiratete ihn und hat mit ihm zwei Kinder, eine Tochter und einen Sohn. Zu dieser Zeit zog sie sich aus der Öffentlichkeit zurück und lebte mit ihm in Monaco. 2006 trennten sie sich.